# Голлі-Спрінгс (Північна Кароліна)
Голлі-Спрінгс (англ. Holly Springs) — місто (англ. town) в США, в окрузі Вейк штату Північна Кароліна. Населення — 41 239 осіб (2020).

## Географія
Голлі-Спрінгс розташоване за координатами 35°39′15″ пн. ш. 78°50′19″ зх. д. / 35.65417° пн. ш. 78.83861° зх. д. (35.654091, -78.838475).  За даними Бюро перепису населення США в 2010 році місто мало площу 39,19 км², з яких 38,88 км² — суходіл та 0,31 км² — водойми. В 2017 році площа становила 42,21 км², з яких 41,90 км² — суходіл та 0,31 км² — водойми.

## Демографія
Згідно з переписом 2010 року, у місті мешкала 24 661 особа в 8147 домогосподарствах у складі 6706 родин. Густота населення становила 629 осіб/км².  Було 8658 помешкань (221/км²).
Расовий склад населення:
| - 79,8 % — білих - 12,6 % — чорних або афроамериканців - 2,9 % — азіатів - 0,4 % — корінних американців - 0,1 % — вихідців з тихоокеанських островів - 1,8 % — осіб інших рас |

До двох чи більше рас належало 2,5 %. Частка іспаномовних становила 6,3 % від усіх жителів.
За віковим діапазоном населення розподілялося таким чином: 35,3 % — особи молодші 18 років, 59,8 % — особи у віці 18—64 років, 4,9 % — особи у віці 65 років та старші. Медіана віку мешканця становила 33,1 року. На 100 осіб жіночої статі у місті припадало 94,7 чоловіків;  на 100 жінок у віці від 18 років та старших — 90,2 чоловіків також старших 18 років.
Середній дохід на одне домашнє господарство  становив 106 522 долари США (медіана — 94 452), а середній дохід на одну сім'ю — 117 334 долари (медіана — 102 375). Медіана доходів становила 76 235 доларів для чоловіків та 46 904 долари для жінок. За межею бідності перебувало 2,5 % осіб, у тому числі 1,6 % дітей у віці до 18 років та 4,9 % осіб у віці 65 років та старших.
Цивільне працевлаштоване населення становило 14 113 осіб. Основні галузі зайнятості: освіта, охорона здоров'я та соціальна допомога — 22,3 %, науковці, спеціалісти, менеджери — 16,7 %, виробництво — 10,5 %, роздрібна торгівля — 10,1 %.